# روسولا أمريكية
روسولا أمريكية (الاسم العلمي:Russula americana)  هي نوع من الفطريات يتبع جنس الروسولا من الفصيلة الروسولية                             .	